# 太田昌孝 (医学者)
太田 昌孝（おおた まさたか、1941年 - 2018年11月29日） は、日本の医学者、精神科医。専門は小児・思春期精神医学、発達障害科学。東京大学精神神経科小児部デイケア時代に、永井洋子とともに自閉症の子どもの認知発達の段階を評価し、その子に合った治療教育を行うことができる「太田ステージ」を開発し、普及に努めた。

## 学歴
- 1967年5月 東京大学医学部医学科卒業
- 1987年11月 医学博士（東京大学）学位論文の題は「Cognitive disorders of infantile autism : : a study employing the WISC, spatial relationship conceptualization, and gesture imitations(自閉症の認知障害 :) 」[1]。

## 経歴
- 1969年2月 東京大学精神神経科助手
- 同講師（同科小児部デイケア総責任者）
- 1994年4月～2007年3月 東京学芸大学教授
- 2003年4月～ 放送大学学園客員教授

## 役職
- 日本児童青年期医学会評議員
- 日本小児精神神経学会理事
- 日本発達障害学会評議員
- 太田ステージ研究会会長
- トゥレット症候群研究会世話人代表
- 日本児童青年精神医学会
- 日本生物学的精神医学会
- 特定非営利活動法人心の発達研究所理事長

## 編著書
- 『認知発達治療の実践マニュアル―自閉症のStage別発達課題 (自閉症治療の到達点2)』（日本文化科学社 1992年12月1日)
- 『自閉症治療の到達点』永井洋子らと共著（初版：日本文化科学社　1992年12月1日　第2版：2015年10月25日)
- 『多動症の子どもたち―ADHDの正しい理解と適切な対応のために 』(大月書店　2000年5月1日) ISBN 978-4821073542
- 『心の健康大百科　メンタルヘルス辞典 増補改訂版』（同朋舎、pp 463-475）
- 『精神科臨床ニューアプローチ７』（メジカルビュー社 　2005年9月29日)
- 『精神看護エクスペール 12』（中山書店、pp 90-98）
- 『精神遅滞』（専門医をめざす人への精神医学　第2版 医学書院、pp 474-480）
- 『発達障害児への教育的訓練』（新世紀の精神科的治療　第6巻　認知科学と臨床 中山書店、pp 287-302）
- 『発達障害児の心と行動』（放送大学教育振興会; 改訂版　2006年5月)
- 『発達障害 (こころの科学セレクション)』（日本評論社　2006年12月1日)
- 『太田ステージによる自閉症療育の宝石箱』（日本文化科学社、2011年）ISBN 978-4821073542
- 『StageIVの心の世界を追って-認知発達治療とその実践マニュアル(自閉症治療の到達点3)』（日本文化科学社 2013年7月25日)

## 関連人物
- 永井洋子